# سیارک ۳۹۷۹۱
سیارک ۳۹۷۹۱ (به انگلیسی: 39791 Jameshesser، نامگذاری:1997PH4) سی و نه هزار و هفتصد و نود و یکمین سیارک کشف شده‌است که در ۱۳ اوت ۱۹۹۷ کشف شد.